# 环戊二烯基亚硝酰镍
环戊二烯基亚硝酰镍是一种抗磁性，挥发性的血红色液体。它由来自国际镍公司（The International Nickel Company）的一个团队于1954年发现。它的分子式为(C5H5)NiNO，可以通过二茂镍和硝酸的反应制备。它有剧毒，并被认为是有史以来最有毒的有机金属化合物。据说其毒性与四羰基镍相当。它被报告是最简单的环戊二烯金属配合物。
由于它有剧毒，环戊二烯基亚硝酰镍的用处非常有限。它已作为燃料添加剂和抗结块剂获得专利，但由于其对健康的危害，它从未被用于这些目的。 过去，还对其光谱性质进行了研究，并发现其在有机化学反应中的催化剂用途，但此后被毒性较小的化合物取代。